# Pallas (fartyg)

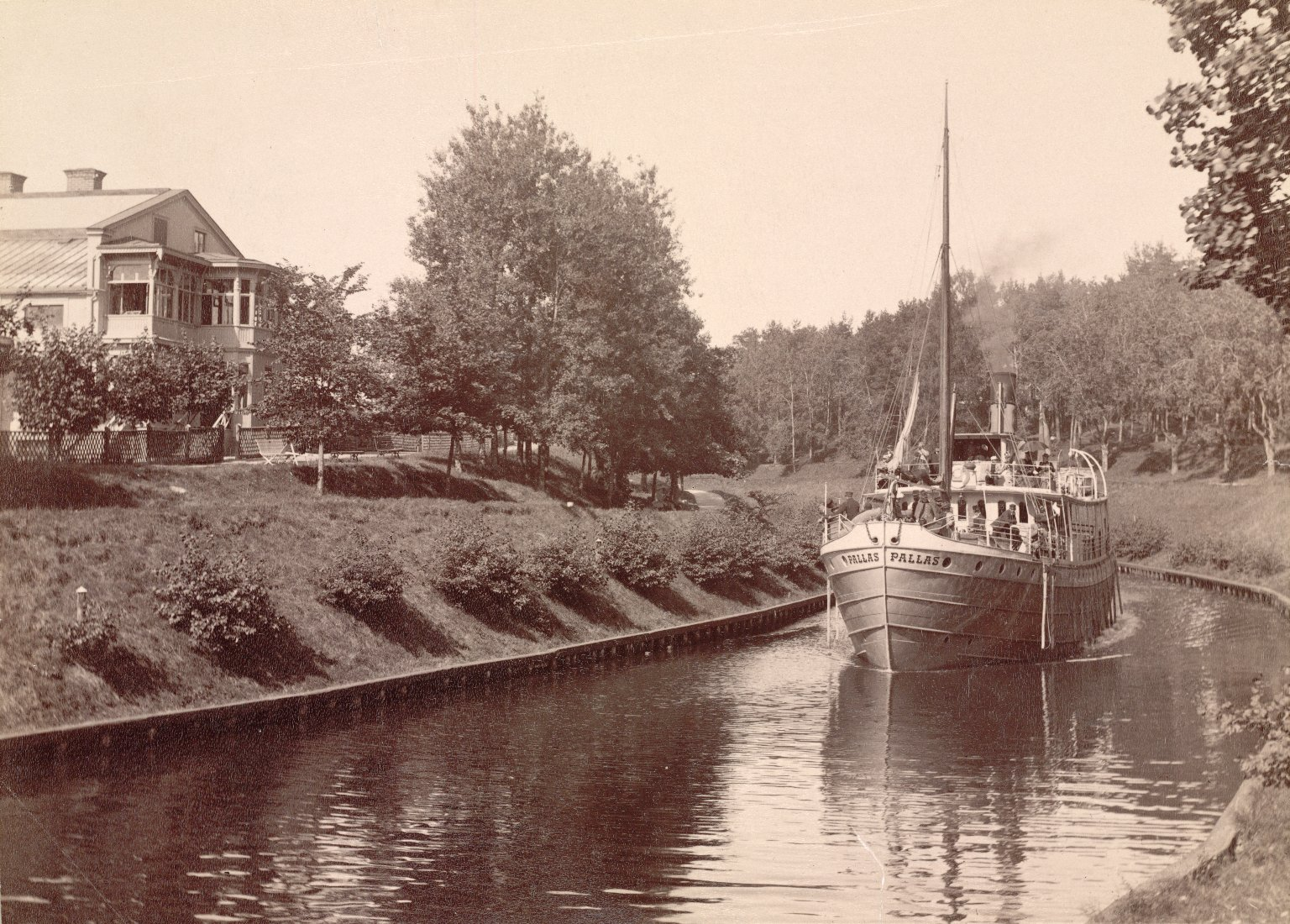

Pallas var ett fartyg levererat 1885 från Motala Verkstad i Motala till Motala Ströms Ångfartygs Aktie Bolag. Fartygets varvsnummer var 367. Skrovet var av järn.
Pallas var systerfartyg till Ceres som byggdes samma år.
| Fartygsdata | Vid leverans från varv  |
| ----------- | ----------------------- |
| Längd öa    | 106,0 fot (31,47 meter) |
| Bredd       | 22,5 fot (6,68 meter)   |
| Djupgående  | 9,5 fot (2,82 meter)    |
| Brt/Nrt     | 255/165 ton             |

Fartyget var utrustat med en tvåcylindrig kompoundångmaskin, maskin nr 535, om 50 nom hk (200 ind hk) tillverkad vid Motala Verkstad i Motala.
Pallas byggdes, liksom Ceres, som ett så kallat expressfartyg med anledning av den stora tillströmningen av emigranter från Finland till Amerika som reste till Göteborg via kanalen. Främsta kravet på fartygen var stort antal liggplatser för första- och andraklasspassagerare och stora däcksytor för däckspassagerare.
Pallas och Ceres var rederiets första fartyg med matsal belägen på däck. Tidigare passagerarfartyg hade matsal under fördäck. Pallas och Ceres byggdes med däckshus i vilka matsal och ”konversationssalong” inrymdes. Ovanpå däckshusen placerades styr- och navigationshytt samt promenaddäck för passagerarna.

## Historik
- 1885	Pallas levererades till rederiet. Kontrakterad byggkostnad var 102 000 kr. Motala  Verkstads förteckning över tillverkade produkter uppger byggkostnaden till 105 000  kr.
- 1925	Fartyget moderniserades vid Eriksbergs varv i Göteborg 1924–1925. Nordiska Kompaniet designade nya gardiner, draperier och andra textilier. Fartyget blev ett för  sin tid mycket elegant fartyg.
- 1938   Fartyget spelar en huvudroll i kortfilmen En östgötaresa.[5]
- 1940	Som följd av andra världskriget var fartyget upplagt i Lödöse 1940–1945.
- 1946	Februari. Efter att ha byggts om till logementsfartyg vid Lödöse varv, såldes fartyget till Oslo kommun i Norge för 45 000 kr. Fartyget användes i Oslo som  logementsfartyg för hemlösa. Senare användes fartyget som logementsfartyg vid bärgningen av det tyska slagskeppet Tirpitz som 1944 sänktes vid Tromsö. Fartyget sattes senare i turisttrafik i Nordnorge.
- 1956	6 november. Fartyget sjönk efter en brand ombord.
- 1958	Fartyget bärgades och såldes till Einar Høvding Skipsopphugging A/S i  Sandnessjøen.

I registret för 1949–1951 saknas uppgift om fartyget.